# Hôtel de Berbis
L'Hôtel de Berbis est un hôtel particulier de style Renaissance du XVIe siècle avec échauguette remarquable, à Dijon en Côte-d'Or en Bourgogne-Franche-Comté. L'hôtel est classé aux monuments historiques depuis le 30 août 1956.

## Historique
Entre 1552 et 1558, cet hôtel particulier et son échauguette remarquable sont construits 16 place des Ducs, derrière le palais des ducs de Bourgogne pour Philibert Berbis, conseiller au Parlement de Dijon.

## Description
La porte, pièce rapportée d'un autre monument, également de style renaissance, encadré de pilastres supporte une frise ornée de triglyphes. La niche centrale abrite une statue de Saint-Éloi.

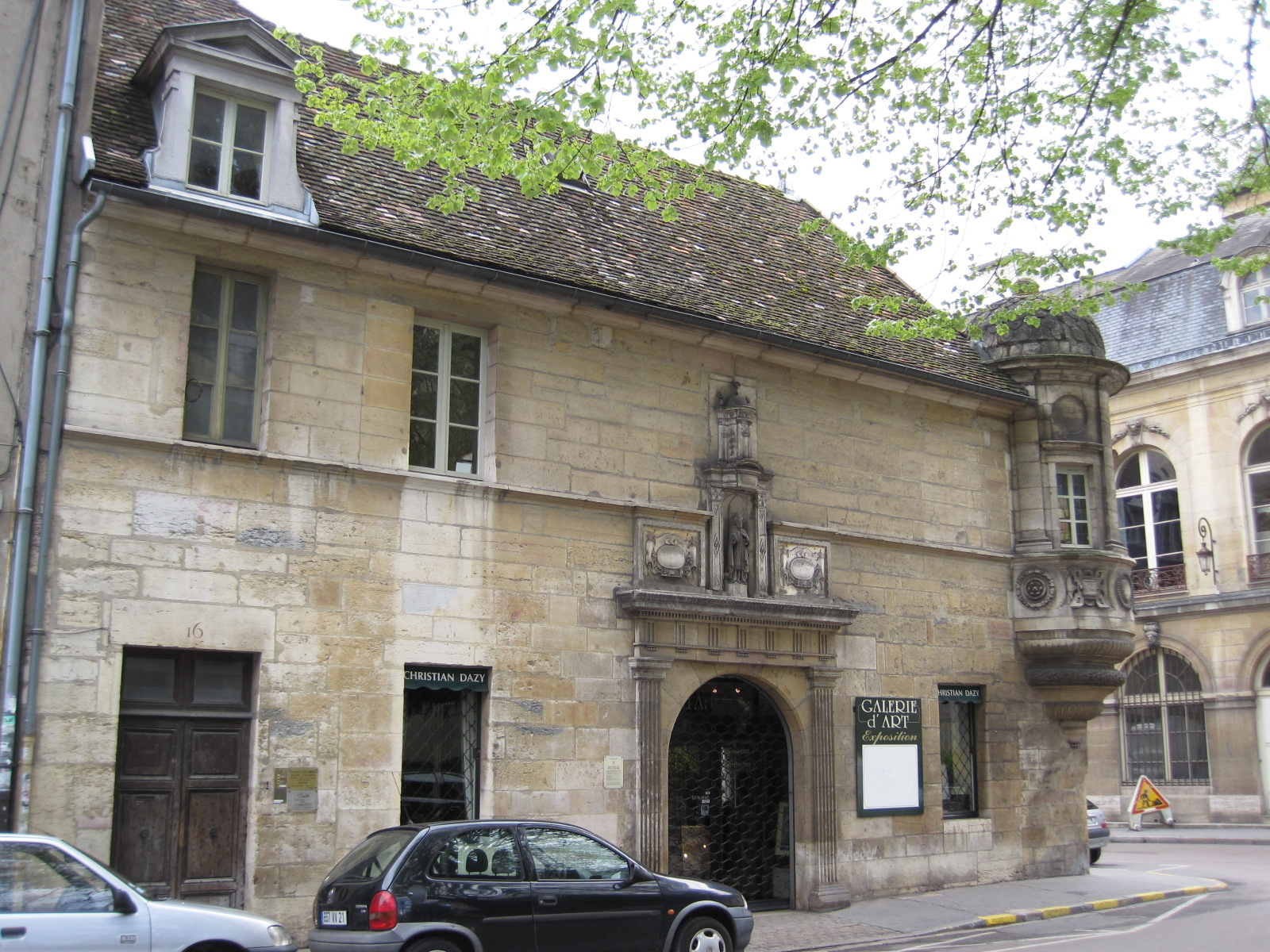
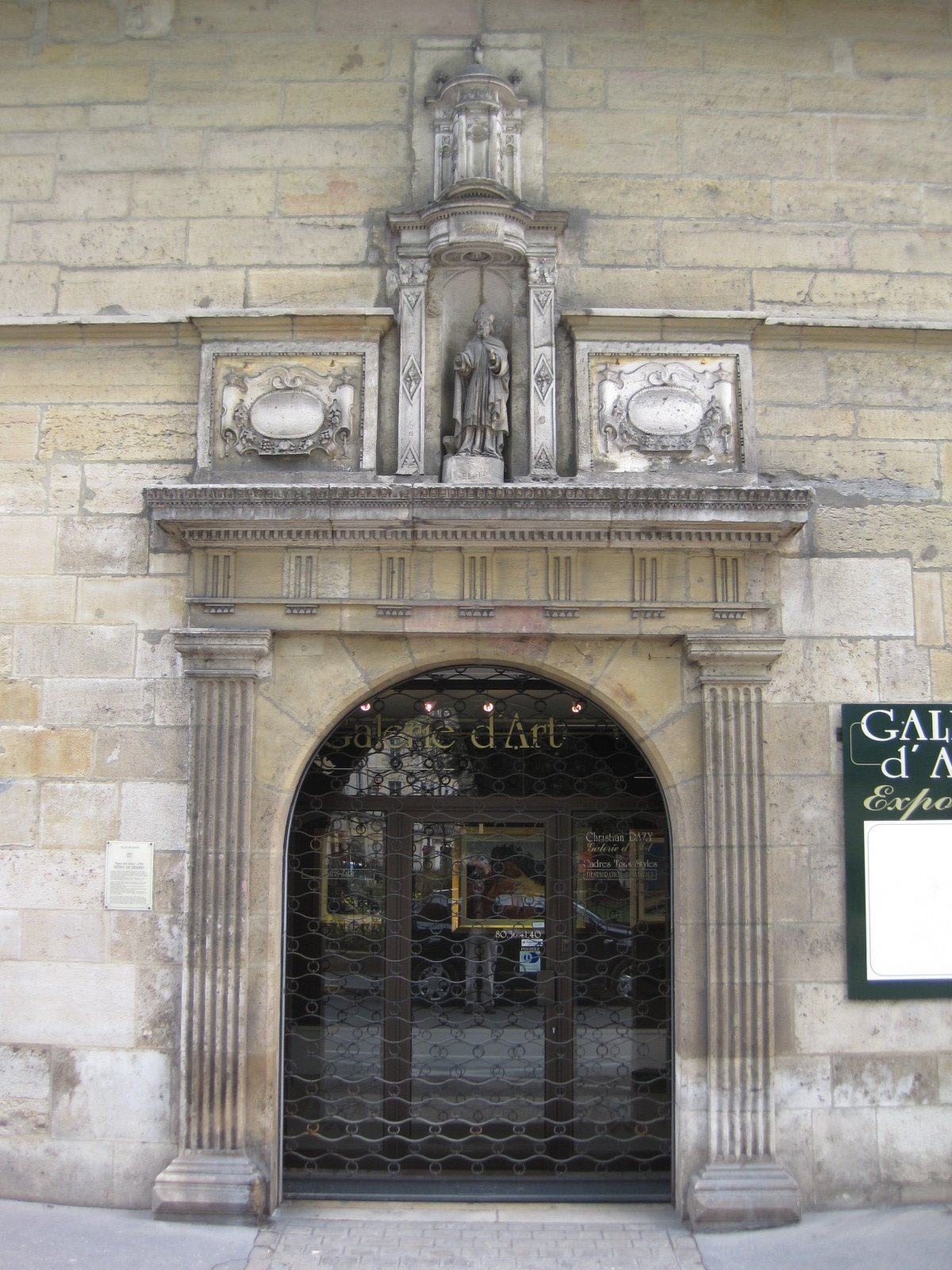
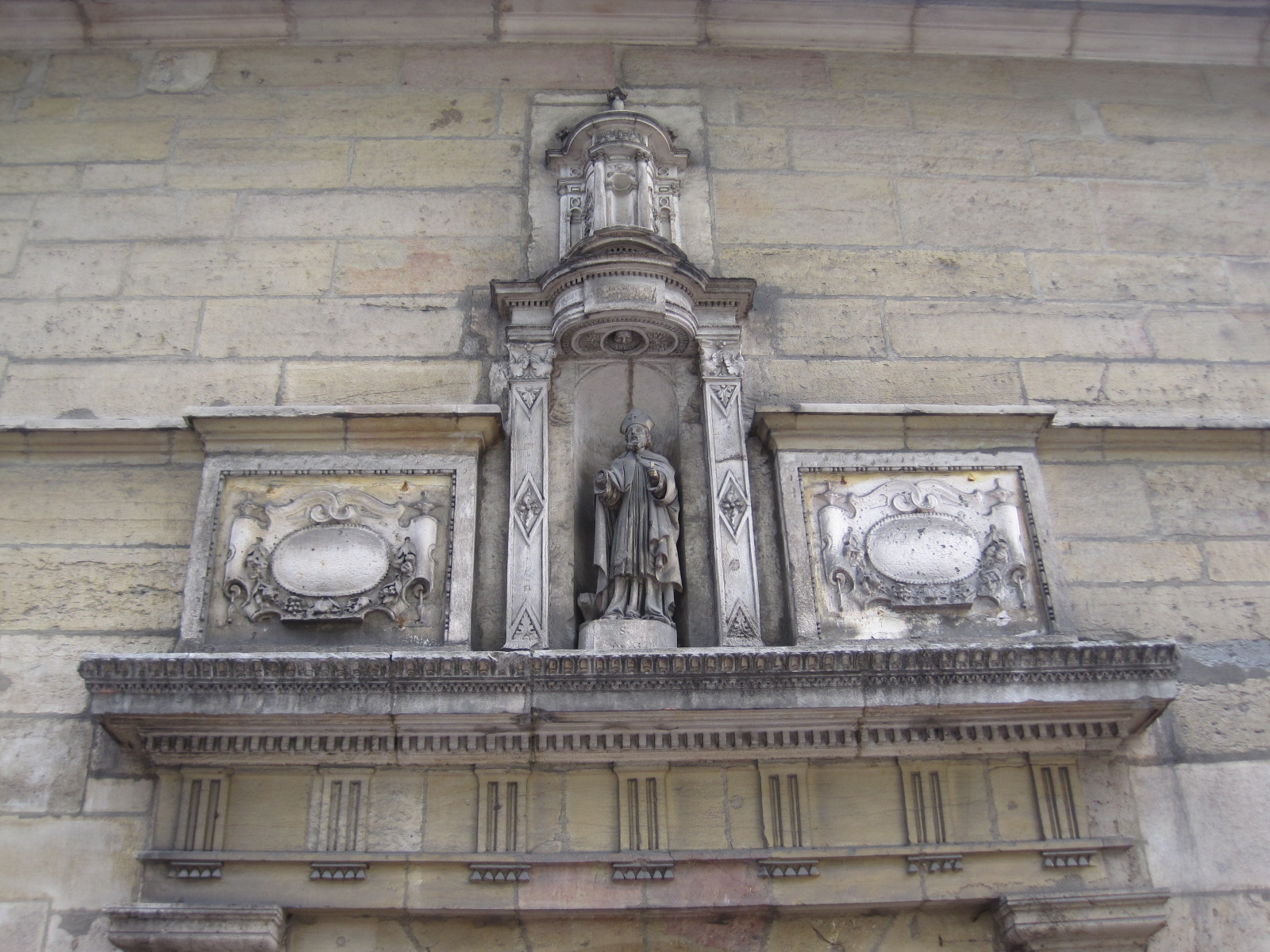

## Valorisation du patrimoine
À ce jour l'hôtel de Berbis héberge un salon de tatouage : Azora maison de tatouage.